# Dieter Burkamp
Dieter Burkamp (* 18. November 1940 in Oerlinghausen; † 15. Juni 2012 ebenda) war ein deutscher Journalist, Autor und Verleger.

## Leben
Nach Schulzeit und Zeitungsvolontariat bei der Westfälischen Zeitung war Dieter Burkamp von 1963 bis 2001 zunächst Redakteur bei der Westfälischen Zeitung bzw. ab 1967 deren Nachfolgerin, der Neuen Westfälischen in Bielefeld, tätig, zunächst als lokaler Redaktionsleiter der Westfälischen Zeitung in Bielefeld, danach der Stadtteil-Ausgabe Brackwede der Neuen Westfälischen nach der Fusion der Westfälischen Zeitung mit der Freien Presse. Anschließend war er als freier Journalist für den Westdeutschen Rundfunk tätig. Im Studio Bielefeld des WDR war er für die regionale Berichterstattung aus Ostwestfalen-Lippe und bis in das Jahr 2012 für die Polizeiberichterstattung tätig.
Seit 1970 beschäftigt er sich intensiv mit dem Thema Karikatur. Zusammen mit seiner Frau, der Kunsthistorikerin Gisela Burkamp, realisierte er ab 1980 weit über hundert Ausstellungen zu diesem Thema im In- und Ausland. 1989 wurde er zum ersten Mal in die Jury des Karikaturenwettbewerbs „Satyrykon“ in Legnica (Polen) berufen, der er mehr als ein Jahrzehnt angehörte. Außerdem wurde er u. a. als Jurymitglied zu Wettbewerben in Antwerpen (Belgien), Surgut und Kaliningrad (Russland) sowie in Zemun (Serbien) und Deutschland eingeladen. 1993 kuratierte Dieter Burkamp zusammen mit Theodor Helmert-Corvey die Ausstellungstournee „Satyrykon – Internationale Karikaturen“, die in 18 nordrhein-westfälische Städte führte. Im Jahre 2000 organisierte er als Künstlerischer Leiter den Karikaturenwettbewerb „Herman the German“ zum 125. Geburtstag des Hermannsdenkmals im Teutoburger Wald, ein Jahr später zusammen mit Walther Keim die Wanderausstellung „Nachbarn – Deutsche Karikaturisten sehen Polen, Polnische Karikaturisten sehen Deutschland“, die in mehr als 30 Städten in Deutschland und Polen gezeigt wurde. 2004 folgte das zusammen mit Gisela Burkamp konzipierte Projekt „Zehn Neue für Europa“ aus Anlass des Beitritts von zehn weiteren Staaten in die EU. Die Ausstellung wurde im Abgeordnetenhaus von Berlin eröffnet und ging drei Jahre lang auf  Tournee durch Deutschland, Belgien, Serbien, Rumänien, Tschechien, Bulgarien und Polen. 2007 entstand das deutsch-serbische Projekt „His Master’s Line“ mit Zeichnungen von noch aktiven, über 75 Jahre alten Spitzenkarikaturisten aus Europa, das Dieter Burkamp gemeinsam mit Branko Najhold durchführte. Mitte der 1980er-Jahre gründete Dieter Burkamp den Kunstverlag „edition pro“, in dem Mappenwerke und Bücher erscheinen.
In seinem letzten Lebensjahr initiierte er zum 975. Stadtjubiläum seiner Heimatstadt Oerlinghausen die „Kulturinitiative 2011“. Der Zusammenschluss regionaler Institutionen und Privatpersonen organisierte verschiedene Kulturveranstaltungen.

## Bücher und Kataloge (Auswahl)
- 1986 Zeichnungen, Zygmunt Januszewski, edition pro, Oerlinghausen
- 1987 Akademie der Zeichnung, Zygmunt Januszewski, edition pro, Oerlinghausen
- 1988 Ein Narr zeigt Flagge, Zygmunt Januszewski, Satirische Zeichnungen (Redaktion), Kerber-Verlag Bielefeld, Leipzig, Berlin
- 1993 Satyrykon – Internationale Karikaturen (zusammen mit Theodor Helmert Corvey), Kerber-Verlag, Bielefeld, Leipzig, Berlin
- 1995 Jerzy Panek-Werkverzeichnis der Grafischen Arbeiten1939-1993, edition pro und Kerber-Verlag, Bielefeld, Leipzig, Berlin
- 1999 Crihana, Karikaturen, edition pro
- 2001 Alles ist Spaß, Ingvar-Wixell-Bariton, Kerber-Verlag, Bielefeld, Leipzig, Berlin
- 2005 Walter Hanel, Kerber-Verlag, Bielefeld, Leipzig, Berlin
- 2005 Panek-Gielniak, Korrespondenz 1962-1972, Nationalbibliothek Warschau, Textbeitrag
- 2007 His Master’s Line (zusammen mit Branko Najhold), edition pro, Oerlinghausen, Trag, Zemun
- 2008 Fritz Wolf, Die Kunst der Karikatur (mit Gisela Burkamp), Rasch-Verlag, Bramsche
- 2009 Satirische Idyllen – Florian Doru Crihana, Kerber-Verlag, Bielefeld, Leipzig, Berlin
- 2011 Heimat, Ansichten und Bekenntnisse (zusammen mit Gisela Burkamp), Kerber-Verlag, Bielefeld-Leipzig-Berlin

## Mappenwerke in der edition pro
- 1988 Walter Hanel, basso continuo, Offset-Lithografien
- 1989 regio-Amici, Blecke, Petit Frére, Koch, Sommer, Winkler. Radierungen, Collagen, Holzschnitte
- 1989 Zygmunt Januszewski, Panoptikum. Radierungen
- 1990 Jerzy Panek, Selbstbildnis mit weißem Hut. 5 Holzschnitte
- 1991 Zygmunt Januszewski, Radierungen
- 1992 Hans-Ludwig Böhme, Fotografien
- 1993 Walter Hanel, Bestiarium. Offset-Lithografien
- 1996 Oleg Dergatchov, Zehn gute Ratschläge. Radierungen
- 2000 Walter Hanel, Literarisches Oktett. Offset-Lithografien

## Ausstellungsorganisationen
Burkamp war in den Jahren 1990 bis 1996 für die organisation dreier Ausstellungen internationaler Karikaturen verantwortlich, die unter dem Titel Satyrykon in bis zu 18 Städten gezeigt wurden. Weiters organisierte er folgende Ausstellungen:
- 1991 Der Lotse geht von Bord, Kunstverein Oerlinghausen, Mönchehaus-Museum für Moderne Kunst Goslar
- 1992 Satirischer Sommer, Kunstverein Oerlinghausen
- 1993, Velo Cartoons, Stadtbibliothek Gütersloh und 9 weitere Stationen
- 2000 Satire pur, Kultursekretariat NRW, Revierpark Nienhausen Gelsenkirchen, Stadtbibliothek Wuppertal, Kulturamt Hagen, Stadtbibliothek Neuss
- 2000 Herman the German, Landesmuseum Detmold und 13 weitere Stationen
- 2001 Ernst ist das Leben, 7 Stationen in Niedersachsen
- 2001 Nachbarn – Deutsche Karikaturisten sehen Polen, Polnische Karikaturisten sehen Deutschland. Mitteldeutscher Rundfunk (MDR) Leipzig und etwa 15 weitere Stationen in Deutschland und Polen
- 2004 Zehn Neue für Europa, Abgeordnetenhaus Berlin und etwa 20 weitere Stationen in Deutschland, Belgien, Bulgarien, Rumänien, Tschechien
- 2005 Hallo Nachbarn, Landesvertretung Mecklenburg-Vorpommern, Brandenburg und Berlin
- 2005 Szpilki – Wenn Nadeln stechen, Kunstverein Oerlinghausen
- 2007 Ungarische Karikaturen, Alte Abtei Lemgo, Kunstverein Oerlinghausen (2008)
- 2009 Satirische Idyllen, Florian Doru Crihana, Alte Abtei Lemgo
- 2009 120 Jahre „Der Lotse geht von Bord“, Alte Abtei Lemgo
- 2011 Wladimir Stepanov, Karikaturen aus Russland, Galerie der Volkshochschule Lemgo

## Auszeichnungen
- 1998: Kavaliersorden der Republik Polen